# Dip és Dap
A Dip és Dap (eredeti cím: Dip & Dap) 2003-tól futó holland televíziós rajzfilmsorozat. Magyarországon az M2 tűzte műsorra.
A Dip és Dap-ban nincs beszélő szerepe a karaktereknek, narrátor kommentálja az epizódokat. A narrátor Magyarországon Kerekes József.

## Ismertető
Dip és Dap két mókás zsiráfgyerek. Dip a jókedvű zsiráfgyerek, aki mindenkit megnevettet. Kicsit ügyetlen, de szeretik. Dap okosabb testvérénél és mindig tudja mit kell tenni. Házuk a falu végén van. Barátaik a sokszor utazó békák. Másik barátjuk Maxi, az egér. Maxi szereti a sajtot és sokszor jár könyvtárba Dippel és Dappel. Dzsimmi, a nyúl megtanítja pecázni Dipet és Dapot. Sportolni is szeret. Medve is a barátjuk, aki téli álmot alszik. Barátjuk még Nel, a zebra. A falu postása Malac, aki kihordja a leveleket. Ha Dipnek és Dapnek kell valami, Kotkoda asszony boltjába mennek.

## Szereplők
- Dip
- Dap
- Maxi
- Dzsimmi
- Medve
- Malac
- Kotkoda asszony
- Nel

## Epizódok

### 1. évad
1. Mi vagyunk Dip és Dap
2. A strandon
3. Vásároljunk
4. Eregessünk sárkányt
5. Segítsünk a postásnak
6. Születésnap
7. Korcsolyázzunk
8. Szánkózzunk
9. Bújócskázzunk
10. A fényképalbum
11. Az erdőben
12. Kempingezzünk
13. Pecázzunk
14. Együnk palacsintát
15. A piacon
16. Menjünk a könyvtárba
17. Medve megfázott
18. Közlekedjünk biztonságosan
19. Szafarizzunk
20. Süssünk tortát
21. Menjünk moziba
22. Menjünk múzeumba
23. Zenéljünk
24. Játsszunk idebent
25. Számoljunk
26. Színezzünk
27. A farm
28. Gyalogtúrázzunk
29. Nyár van